# Distrikt Conchán
Der Distrikt Conchán liegt in der Provinz Chota in der Region Cajamarca in Nordwest-Peru. Der Distrikt wurde am 13. Oktober 1891 gegründet. Er hat eine Fläche von 153 km². Beim Zensus 2017 wurden 6009 Einwohner gezählt. Im Jahr 1993 lag die Einwohnerzahl bei 5914, im Jahr 2007 bei 6459. Sitz der Distriktverwaltung ist die 2303 m hoch gelegene Ortschaft Conchán mit 519 Einwohnern (Stand 2017). Conchán liegt 13 km nördlich der Provinzhauptstadt Chota.

## Geographische Lage
Der Distrikt Conchán liegt in der peruanischen Westkordillere im zentralen Osten der Provinz Chota.
Der Distrikt Conchán grenzt im Südwesten an den Distrikt Chota, im Nordwesten an den Distrikt Chiguirip, im Norden an den Distrikt Tacabamba sowie im Osten an den Distrikt Chalamarca.